# Billy Jackson
Billy Thurman Jackson (Phenix City, 13 settembre 1959) è un ex giocatore di football americano statunitense che ha militato nel ruolo di running back nella National Football League (NFL).

## Carriera
Jackson al college giocò a football con gli Alabama Crimson Tide, vincendo il campionato NCAA nel 1979. Fu scelto nel corso del settimo giro (180º assoluto) del Draft NFL 1981 dai  Kansas City Chiefs. La sua migliore stagione fu quella da rookie, in cui corse 398 yard e segnò 11 touchdown, 10 su corsa e uno su ricezione. Nel resto della carriera, chiusa nel 1984, non segnò mai più di 3 touchdown.